# نيكولاي كونستانتين باتزاريا
نيكولاي كونستانتين باتزاريا، والكنية تُلفظ أيضًا بيساريا أو باساريا أو باتاريا أو بازاريا، وعُرف أيضًا بأٍسماء مستعارة مثل موزناي وموزين وعلي بابا (20 نوفمبر 1874-25 يناير 1952)، ناشط ثقافي أرومانيّ ورجل دولة عثماني، وكاتب روماني. كما كان مدرّسًا ومفتشًا للتعليم الأروماني داخل الأراضي العثمانية، وأسس سمعته كصحفي قبل عام 1908.
انضم إلى الحركة الثورية السرية المعروفة باسم تركيا الفتاة، وعمل كحلقة وصل مع الفصائل الأرومانية. جعلت ثورة تركيا الفتاة المنتصرة باتزاريا في طليعة السياسة العثمانية، مما ضمن له مقعدًا في مجلس الأعيان العثماني، وشغل لفترة وجيزة منصب وزير الأشغال العامة في عهد الباشوات الثلاثة. كُلف بالعديد من البعثات الدبلوماسية، بما في ذلك حضور مؤتمر لندن لعام 1913، ولكن وُجهت له تنبيهات من قبل تحالفات الباشاوات الثلاثة في الحرب العالمية الأولى وقومية تركيا الفتاة، فاستقال بعد فترة وجيزة من المشهد السياسي العثماني وغادر إلى المنفى الطوعي.
استقر باتزاريا في نهاية المطاف في رومانيا، وساهم بغزارة في الرسائل الرومانية، وأنتج أعمالًا من الخيال الأدبي وأدب الأطفال. تعاون مع فنان الرسوم الهزلية مارين لوردا وأنشأوا شخصية هابلي، وهي من أكثر الشخصيات شعبية في الرسوم الهزلية الرومانية المبكرة. جمع باتزرايا أيضًا القصص الخيالية من مختلف التقاليد الفولكلورية وأعاد سردها، أثناء نشر الروايات الأصلية للمراهقين ومذكرات حياته في مقدونيا. كان عضوًا في مجلس الشيوخ الروماني لولاية واحدة، وكان نشطًا في طاقم المجلات اليسارية الرائدة في رومانيا، مثل أديفارول وديمينيا، كما كان مؤسسًا للملحق الأخير للأطفال، قبل أن ينتقل ولاءه إلى يونيفرسول اليميني. تعرض باتزاريا للاضطهاد والسجن من قبل النظام الشيوعي، وقضى سنواته الأخيرة في الأَسر المجهول.

## سيرة الحياة
ولد باتزاريا في كروشيفو (كراشوفا)، وهي قرية تقع في منطقة المنستير التي خضعت للحكم العثماني، وتقع حاليًا في مقدونيا الشمالية. كان لعائلته الأرومانية فروع عديدة خارج تلك المنطقة، فقد استقر أفراد مهاجرون في مملكة رومانيا والأناضول والخديوية المصرية. نشأ نيكولاي في كروشيفو، حيث درس على يد المعلم الأروماني الشهير ستيري كوزميسكو. التحق لاحقًا بمدرسة ثانوية برعاية مملكة رومانيا في بيتولا، ثم بكليات الآداب والقانون في جامعة بوخارست. أصبح الشاب تلميذًا مخلصًا للمنظر القومي الروماني نيكولاي إيورجا، الذي كان يلقي محاضراته في التاريخ خلال السنة الأولى لباتزاريا. تشارك مع إيورجا بوضوح إيمانه بأن الأرومانيين لم يكونوا عرقًا بلقانيًا منعزلًا، بل جزء من مجتمع عرقي روماني أكبر، والذي ترسخ مع مرور الوقت. أوضح بنفسه أن «الشعب الروماني جسد موحد، وغير قابل للتجزئة، بغض النظر عن المناطق التي استقرت فيها أعضاؤه بسبب الظروف التاريخية» وقد شكل «المقدونيون الرومانيون الفرع الأكثر انعزالًا من الجذع الروماني».
لم يتخرج باتزاريا بسبب افتقاره إلى المال، لكنه بدلًا من ذلك، حصل على تقديره كصحفي ومعلم ومحلل. كما كان متعدد اللغات، وتحدث التركية واليونانية والبلغارية والصربية والفرنسية، بالإضافة إلى لغته الأم الأرومانية واللغة الرومانية ذات الصلة. يتذكر الناقد الأدبي وكاتب المذكرات باربو سيوكوليسكو، الذي صادق باتزاريا عندما كان طفلًا، أن الصحفي الأروماني «تحدث جميع لغات البلقان، والرومانية المثالية بلهجة حادّة».
تعاون أثناء إقامته في رومانيا مع المجلات الرومانية: أديفيرويل (الحقيقة)، وديميناتسا (الصباح)، وفلاكارا (اللهب)، وأرشيفا (الأرشيف)، وأوفيديو، وغوندول نوسترو. وتجدر الإشارة أيضًا إلى عمله مع المجلات التي نشرها الشتات الأروماني. صورت هذه المنشورات الأرومانيين كمجموعة فرعية من الشعب الروماني. شملت مجلات باسم «شبه جزيرة البلقان أو ما يسمى بالأورغن للمناطق الرومانية في الشرق»، ومقدونيا والأخوية. كان في هيئة تحرير المجلة الأخيرة- التي نُشرت من كل من بيتوليا وبوخارست، ثم من مدينة سالونيك المقدونية- نيكولاي باباهاجي ونوشي توليو. كانت افتتاحيته التحريرية مجلد من الحكايات بعنوان بارافول (القليل منه) وقد طُبع في بوخارست عام 1901).
عاد باتزاريا إلى مقدونيا كمدرس، ودرّس الأطفال في مدرسة يوانينا، وبعد ذلك في مدرسته الأم في بيتولا. أقنع وزملاؤه وزير التعليم العالي تيك لونيسكو عام 1899 بتخصيص حوالي 724000 ليو روماني كمنحة للمدارس المقدونية، واحتجوا بشدة عندما خفضت الحكومات اللاحقة هذا الدخل السنوي إلى النصف. أصبح بعد ذلك كبير المفتشين للمؤسسات التعليمية الرومانية في المقاطعات العثمانية في كوسوفو وسالونيكا. ينظر المؤرخ جورج زبوتشيا، الذي بحث في التعريف الذاتي للأرومانيين كجماعة فرعية رومانية، إلى باتزاريا بوصفه «أهم ممثل للحركة الرومانية الوطنية» بين السكان العثمانيين في أوائل القرن العشرين، وأنه «بلا شك واحدة من أكثر الشخصيات تعقيدًا التي تصور تاريخ الرومانية العابرة للدانوب».
ذُكر باتزاريا لأول مرة في المناقشات الثقافية المقدونية من خلال ممثليها السياسيين، عند نقطة تحول في رومانيا، إذ كانت تعيد النظر في نطاق مشاركتها في المسألة المقدونية، وأكدت أنها لا تطمح لضم الأراضي الأرومانية.
أصبح نيكولاي باتزاريا في مقدونيا مراسلًا لنيومول رومانز، وهو كتيب ومجلة نشرتها في رومانيا معلمه نيكولاي إيورجا. أسس باتزاريا مع توليو ونيكولاي باباجي وبيريكلي باباجي في تلك المرحلة، جمعية التربويين في خدمة الشعب الروماني في تركيا (أي الأرومانيون)، وهي نقابة من المهنيين مقرها بيتولا. كانوا في مهمة إلى رومانيا، حيث أثار طلبهم للحصول على مزيد من التمويل مناظرات مباشرة بين السياسيين الرومانيين، لكن وزير التعليم سبيرو هاريت وقع في النهاية على صندوق مقدوني خاص بقيمة 600000 ليو روماني (زاد لاحقًا إلى أكثر من مليون). اكتسبت المجموعة أيضًا جمهورًا خاصًا مع الملك كارول الأول، الذي أبدى تعاطفه مع الحملة الأرومانية، ووافق على استقبال باتزاريا في عدة مناسبات أخرى.
بدأ باتزاريا أيضًا تعاونه مع مجلة ساماناتارول (الزارع)، التي ترأسها في ذلك الوقت إيورجا، نظرًا لكونه شخصية ذات أهمية بين المندوبين الأرومانيين.